# Criorhina lupina
Criorhina lupina är en tvåvingeart som först beskrevs av Samuel Wendell Williston  1882.  Criorhina lupina ingår i släktet pälsblomflugor, och familjen blomflugor. Inga underarter finns listade i Catalogue of Life.